# 100 obiektów turystycznych Bułgarii

Emblemat ruchu

Poznaj Bułgarię – 100 narodowych obiektów turystycznych (bułg. Опознай България – 100 национални туристически обекта) – bułgarski ruch społeczny powstały w 1966, który opracowuje listę 100 najważniejszych obiektów turystycznych kraju. Na podstawie pieczątek zbieranych w książeczce uzyskuje się oznakę brązową, srebrną i złotą.
Początkowa lista obejmowała głównie komunistyczne obiekty (np. Muzeum Ruchu Rewolucyjnego w Sofii) i po 1989 była kilkakrotnie uaktualniona. Obiekty są uporządkowane według jednostek administracyjnych, kolejność nie określa atrakcyjności.

## Obwód Błagojewgrad
- 1. Bansko:
  - Banska hudożestwena szkoła
  - Belanowa kyszta
  - cerkiew Sweti Troica
  - Dom Muzeum Neofita Riłskiego
  - Muzeum Nikoły Wapcarowa
- 2. Piryn:
  - Wichren
- 3. Dobyrsko:
  - cerkiew pw. Sweti Teodor Tiron i Teodor Stratiłat
- 4. Melnik:
  - Dom Kordopułowa
  - muzeum historyczne
  - Monastyr Rożeński
- 5. Petricz:
  - miejscowość Rupite
  - Kaplica Sweta Petka Byłgarska

## Obwód Burgas
- 6. Nesebyr:
  - rezerwat architektoniczny i archeologiczny
  - muzeum archeologiczne
- 6a. Pomorie:
  - muzeum soli
- 7. Burgas:
  - kaplica pw. Świętego Cyryla i Metodego
  - zespół ochrony przyrody kompleks Poda
- 8. Małko Tyrnowo: 
  - muzeum historyczne
  - Petrowa niwa
- 8a. Sozopol:
  - muzeum archeologiczne

## Obwód Warna
- 9. Warna:
  - Regionalne muzeum historyczne w Warnie
  - Muzeum Marynarki Wojennej w Warnie
- 10. Dewnja:
  - Muzeum mozaiki w Dewni

## Obwód Weliko Tyrnowo
- 11. Weliko Tyrnowo:
  - rezerwat architektoniczno-muzealny Arbanasi
  - rezerwat architektoniczno-historyczny Carewec
  - muzeum historii regionalnej
- 12. Swisztow:
  - dom „Aleko Konstantinow”
- 60. Elena:
  - kompleks architektoniczno-historyczny Daskałoliwnica

## Obwód Widyń
- 13. Widyń:
  - średniowieczna twierdza Baba Wida
- 14. Rabisza:
  - jaskinia Magura
- 15. Bełogradczik:
  - Skały bełogradczyckie
  - Twierdza bełogradczycka
  - muzeum historyczne

## Obwód Wraca
- 16. Wraca:
  - jaskinia Ledenika
  - muzeum regionalno-historyczne
- 17. Okołczica:
  - jako ulubione miejsce Christa Botewa
- 18. Kozłoduj:
  - pomnik Christa Botewa
  - zabytkowy parowiec Radecki

## Obwód Gabrowo
- 19. Gabrowo:
  - dom humoru i satyry
  - geometryczny środek Bułgarii
  - kompleks architektoniczno-etnograficzny Etyr
  - muzeum edukacyjne
- 20. Bożenci:
  - rezerwat architektoniczny i historyczny
- 21. Trjawna:
  - muzeum snycerstwa i ikon
- 22. Drjanowo:
  - Drjanowski monaster
  - jaskinia Baczo Kiro
  - muzeum Kola Ficzeta

## Obwód Dobricz
- 23. Dobricz:
  - muzeum Jordana Jowkowa
- 24. Bałczik:
  - Pałac Bałczicki
  - Przylądek Kaliakra

## Obwód Kyrdżali
- 25. Kyrdżali:
  - Perperikon
  - muzeum regionalno-historyczne

## Obwód Kiustendił
- 26. Kiustendił:
  - galeria plastyczna Władimira Dimitrowa-Majstorowa
  - muzeum Dimityra Peszewa
  - Muzeum regionalno-historyczne
- 27. szczyt Ruen
- 28. Rilski Monastyr i Stobski piramidi
- 29. Siedem Rilskich Jezior i schronisko Skakawica

## Obwód Łowecz
- 30. Łowecz:
  - Gospoda kakrinska
  - muzeum etnograficzne
  - Muzeum „Wasyl Lewski”
- 31. Trojan (miasto):
  - Czerni Osym – muzeum edukacyjno-przyrodnicze
  - Trojanski monaster
- 32. Tetewen:
  - muzeum historyczne
- 33. Brestnica:
  - jaskinia Syewa dupka

## Obwód Montana
- 34. Berkowica:
  - muzeum etnograficzne
  - Kom
- 34. Wyrszec

## Obwód Pazardżik
- 35. Pazardżik:
  - dom „Dimityr Peszew”
  - Katedralna świątynia Zaśnięcia Bogurodzicy
  - Regionalne muzeum historyczne
- 36. Panagjuriszte:
  - Dom „Rajna Kniaginia”
  - Oboriszte – miejsce historyczne
- 37. jaskinia Śnieżka
- 38. Batak:
  - Muzeum historyczne
- 55. Welingrad:
  - Muzeum historyczne
- 70. Bracigowo: 
  - Miejskie muzeum historyczne

## Obwód Pernik
- 39. Pernik:
  - Podziemne muzeum górnictwa
- 39. Tryn:
  - Trynsko żdreło

## Obwód Plewen
- 40. Plewen:
  - Mauzoleum-kaplica Św. Georgi Pobedonosec
  - Panorama „Epopeja pleweńska 1877”
  - Muzeum regionalno-historyczne

## Obwód Płowdiw
- 41. Płowdiw:
  - Teatr rzymski w Płowdiwie
  - Muzeum Etnograficzne
  - Muzeum historyczne

## Obwód Szumen
- 97. Jeździec z Madary